# Chocolate Mountains (Arizona)
Chocolate Mountains är en bergskedja i Arizona, USA som ligger i den sydvästra delen av staten öster om Trigo Mountains och sydväst om Kofa National Wildlife Refuge. Bergskedjan ligger drygt 45 km öster om Chocolate Mountains i Kalifornien men de två bergskedjorna är inte förbundna med varandra. Bergskedjan i Arizona sträcker sig i sydväst-nordvästlig riktning väster om Highway 95.